# Serbînivka, Hrebinka
Serbînivka (în ucraineană Сербинівка) este localitatea de reședință a comunei Serbînivka din raionul Hrebinka, regiunea Poltava, Ucraina.

## Demografie
Componența lingvistică a localității Serbînivka
     Ucraineană (99,34%)
     Alte limbi (0,66%)
Conform recensământului din 2001, majoritatea populației localității Serbînivka era vorbitoare de ucraineană (99,34%), existând în minoritate și vorbitori de alte limbi.